# Hystrix brachyura
El puercoespín malayo (Hystrix brachyura) es una especie de roedor histricomorfo de la familia Hystricidae. Es un puerco espín  que se halla en Camboya, China, India, Indonesia, Laos, Malasia, Birmania, Nepal, Singapur, Tailandia, y Vietnam.

## Historia natural
Se alimenta principalmente en el suelo y se defiende de sus enemigos con agudas púas huecas que son pelos modificados. Si está asustado, el puercoespín da la espalda al atacante, hace sonar sus púas y golpea sus patas en el suelo. Si esto no espanta al atacante, el puercoespín retrocede y le clava las púas. Estas se quiebran fácilmente y quedan en la piel del enemigo.
Vive en bosques, mide hasta 80cm de largo incluida la cola. Se alimenta de cortezas, raíces y frutos; también algunos insectos y otros animales pequeños. La hembra pare una o dos crías en una madriguera subterránea.